# (21749) 1999 RM172
A (21749) 1999 RM172 a Naprendszer kisbolygóövében található aszteroida. A LINEAR projekt keretében fedezték fel 1999. szeptember 9-én.